# Jaime Moreno
Pour les articles homonymes, voir Moreno.
Jaime Moreno, de son nom complet Jaime Moreno Morales, né le 19 janvier 1974 à Santa Cruz, est un footballeur international bolivien reconverti entraîneur. Au cours de sa carrière sportive, il évolue au poste d'attaquant de 1991 à 2010. 
Moreno est le capitaine du D.C. United durant son parcours au club avec lequel il évolue plus de 12 saisons — de 1996 à 2002 puis de 2004 à 2010 —, devenant ainsi son joueur le plus capé de l'histoire mais également son meilleur buteur.

## Biographie
Il est le premier Bolivien à évoluer dans le championnat d'Angleterre de football. Il passe l'essentiel de sa carrière dans la Major League Soccer, notamment au D.C. United dont il est le capitaine. Il gagne le Trophée d'homme du match de la MLS Cup en 1997.
Il quitte la MLS et le D.C. United, dernière équipe au classement, par la petite porte en voyant son contrat non-renouvelé et les autres clubs ne pas le recruter malgré le système de la Re-entry draft.

## Équipe nationale
- 75 sélections et 9 buts en équipe de Bolivie de 1991 à 2008[1]
- Participation à la coupe du monde 1994 aux États-Unis
- Finaliste de la Copa América 1997